# 기하라 히토시
기하라 히토시(일본어: 木原 均, きはら ひとし, 1893년 10월 21일 ~ 1986년 7월 27일)는 일본의 유전학자이다. 교토 대학의 명예 교수 학위, 이학 박사 학위를 받았었으며, 일본 국립유전학연구소의 소장이었다. 수영을 연구하면서 종자 식물의 성염색체를 발견하였으며, 3배체를 이용한 씨 없는 수박을 발명하였다. 이는 염색체 수가 다른 생식세포끼리의 교배를 이용한 것이다. 전일본 스키 연맹 회장, 일본 원자력 위원회 위원장, 모교의 재단 이사장 등을 지냈으며, 1986년 가나가와현 요코하마시에서 92세의 나이로 사망하였다.

## 서훈
- 1943년 학사원 은사상
- 1948년 문화 훈장
- 1951년 '문화 공로자' 타이틀
- 1975년 훈1등 욱일대수장
- 1986년 정3위 추서

## 명예 박사 학위
- 일본 교토 대학교 명예 이학박사

## 저서
- 《실험유전학》 (이와나미 쇼텐, 1949년)
- 《소맥의 연구》 (요켄도, 1954년)